# Filovia di Landskrona
La filovia di Landskrona è una linea filoviaria urbana esercita dall'azienda Skånetrafiken, che collega il centro della città portuale di Landskrona, in Svezia, con la sua stazione ferroviaria.

## Esercizio
La linea è stata istituita il 27 settembre 2003 ed ha segnato il ritorno del filobus in Svezia dopo quasi 40 anni, quando Göteborg smantellò l'ultima filovia.
Classificata come "linea 3", è lunga 3,0 km ed è esercitata con tre vetture Solaris-Ganz Trollino da 12 metri (matricole aziendali 7231-7233) con livrea verde-scuro.
L'istituzione della linea si è resa necessaria per assicurare un collegamento diretto con la nuova stazione ferroviaria di Landskrona.

## Curiosità
La scelta del filobus è stata dettata dalla necessità di un mezzo di trasporto ecologico, meno costoso ed invasivo del tram, unico al momento in Svezia.
I tre filobus sono stati denominati Ella, Ellen ed Elvira, per ricordare le prime due lettere della parola "elettricità".